# Центробронь

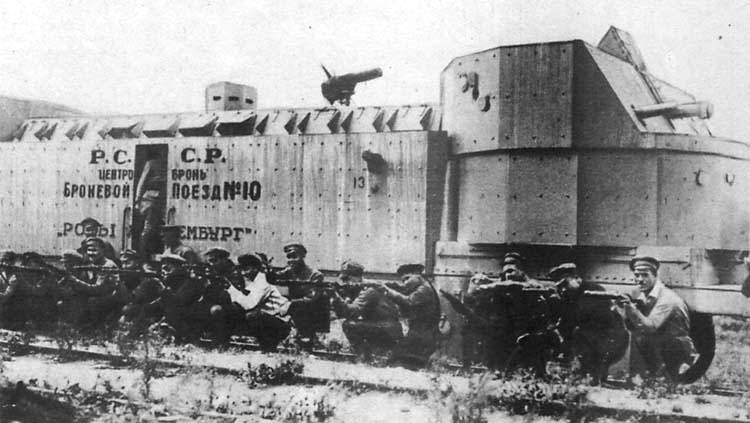
Броневой поезд номер 10 «Имени Розы Люксембург», Центробронь, РСФСР.

Центральный совет по управлению броневыми частями РСФСР (Центробронь) — коллегиальный орган военного руководства броневыми силами РККА.
Центральный совет по управлению броневыми частями РСФСР осуществлял руководство автоброневыми частями и бронепоездами.

## История
20 декабря 1917 года в Петрограде открылся 2-й Броневой съезд (2-й Всероссийский броневой автомобильный съезд) броневых частей Русской армии. Депутаты съезда, в основном придерживались большевистской ориентации и представляли далеко не все войсковые части, избрали из своего состава исполнительное бюро, которое 31 января (по новому стилю 13 февраля) ) 1918 года распоряжением Совнаркома было преобразовано в Центральный совет броневых частей — «Центробронь», для демобилизации, инвентаризации имущества, создания бронеотрядов РККА, управления всеми броневыми силами ВС РСФСР, техническое руководство изготовлением новой и восстановлением поврежденного вооружения и военной техники, наблюдение за использованием броневых частей в действующей армии, снабжение их броневым и автомобильным имуществом, руководство формированием броневых частей, подготовка кадров специалистов для них. В другом источнике указано что Центральный совет броневых частей образован приказом Народного комиссара по военным делам в конце декабря 1917 года в Петрограде. Первоначально на него возлагалось организационно-технических задач по производству и восстановлению бронеавтомобилей, а с апреля 1918 года и бронепоездов. Кроме того, он осуществлял подготовку кадров командного состава и младших специалистов, а также решал административно-строевые и агитационно-политические задачи.
К 1 июля 1918 года «Центробронь» сформировал 12 бронепоездов и 26 автобронеотрядов. С 15 июня этого же года было подчинено ГВИУ. К концу августа 1918 года было развёрнуто две базы по комплектованию автобронеотрядов и броневая школа, а также были подготовлены условия для создания базы по формированию бронепоездов.
30 августа 1918 года на основе «Центроброни» было образовано «Центральное броневое управление» (ЦБУ),  вошедшее в состав ГВИУ. В это же время функции «Центроброни» были сокращены: «Центробронь» стала более не подготавливать новых специалистов, а лишь осуществлять  переподготовку лиц, ранее прошедших обучение по требуемым или смежным специальностям.
Совет «Центробронь» просуществовал на правах совещательного органа при начальнике ЦБУ до октября 1918 года. 31 января 1919 года Центральное броневое управление было расформировано, а на его базе было создано Главное броневое управление (Главбронь).